# Hotel Hafnia (København)
 For alternative betydninger, se Hotel Hafnia. (Se også artikler, som begynder med Hotel Hafnia)
Hotel Hafnia i Vester Voldgade 23 i København blev bygget i 1899 ved arkitekt Philip Smidth. Hotellet var brandfarligt og udbrændte ved en katastrofal brand, startet kl. 02 om natten 1. september 1973. 35 mennesker omkom, heriblandt den verdenskendte danske plakattegner Ib Antoni. Hotellet, der blev overtaget af naboen Hotel Kong Frederik, blev siden genopført frem til 1976 i let ændret skikkelse, bl.a. uden spir.
Erik Solbakke Hansen, blev fanget og kendt skyldig som stifter af branden i 1986. Han blev efterfølgende dømt til forvaring. Der er dog senere opstået tvivl om Hansens domfældelse, grundet adskillige kritisable forhold under efterforskningen.
En konsekvens af branden var, at der blev indført skrappere brandregler, også for allerede eksisterende byggeri.